# Пјеве ди Теко
Пјеве ди Теко (итал. Pieve di Teco) је насеље у Италији у округу Империја, региону Лигурија.
Према процени из 2011. у насељу је живело 877 становника. Насеље се налази на надморској висини од 263 м.

## Становништво
Према резултатима пописа становништва 2011. у општини је живело 1.400 становника.
| 1931. | 1936. | 1951. | 1961. | 1971. | 1981. | 1991. | 2001. | 2011. |
| ----- | ----- | ----- | ----- | ----- | ----- | ----- | ----- | ----- |
| 2.993 | 2.732 | 2.390 | 2.176 | 1.905 | 1.649 | 1.482 | 1.336 | 1.400 |

## Партнерски градови
- Бањол ан Форе
- Фрежис